# Andrea Delogu
Andrea Delogu, all'anagrafe Maria Andrea Delogu (Cesena, 23 maggio 1982), è una conduttrice televisiva, conduttrice radiofonica e attrice italiana.

## Biografia

### Carriera

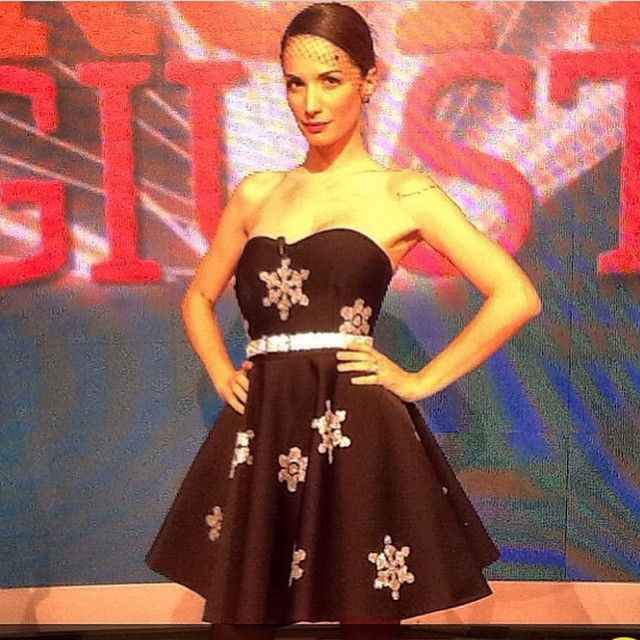
Andrea Delogu.

Nei primi anni di vita cresce all'interno della comunità di San Patrignano, dove si erano conosciuti i suoi genitori. Il padre, Walter Delogu di origine cagliaritana, ospite a San Patrignano, diviene poi l'autista del fondatore della comunità Vincenzo Muccioli fino al 1994. Ricostruisce questa parte della propria esistenza nel romanzo La collina (2014), scritto insieme ad Andrea Cedrola (il libro raggiunge cinque ristampe e oltre 30 000 copie vendute) e nella docu-serie del 2020 di Netflix SanPa - Luci e tenebre di San Patrignano.
Esordisce in televisione nel 2002, entrando a far parte delle "Letteronze", il corpo di ballo dello show di Italia 1 Mai dire domenica, condotto dalla Gialappa's Band e dal Mago Forest, dove rimane per due edizioni. Nel 2004 è una delle ragazze che fanno parte del cast di Campioni, il sogno, un reality calcistico. Nella stagione 2004-2005 conduce su SKY Canale 109 il magazine Vetrina e Top of VJ su VJ TV. Dal 2004 al 2007 conduce su Match Music il programma A casa di Andrea, di cui è anche autrice.
Nel 2003 assieme a Barbara Clara entra a fare parte del progetto musicale Cinema2, nato sulla scia del successo di cantanti italiani in Sudamerica e il cui album di debutto, Chicas de Contrabando del 2008 che riscuote un certo successo nelle Filippine, a seguito di una campagna promozionale nel paese. Nel 2008 il duo entra a far parte del cast fisso della seconda edizione del programma Saturday Night Live from Milano su Italia 1. Forma con Ema Stokholma il duo Stokhlogu, il quale ha partecipato come dj ai programmi Aggratis! su Rai 2 e Jump! Stasera mi tuffo su Canale 5, entrambi in onda nel 2013. Dal 2012 al 2014 ha curato un blog su Panorama chiamato She-can-dj. Per 4 anni di seguito, conduce la cerimonia finale dei premi di Internet, i MIA - Macchianera Internet Awards, nel 2011 e nel 2012 da Riva del Garda, e nel 2013 e 2014 dalla sua Rimini, affiancata sul palco da Gianluca Neri, e si fa conoscere dal mondo della Rete.
Nell'estate del 2014 conduce insieme a Marco Giusti su Rai 2 il programma in seconda serata Stracult, esperienza che ripeterà anche nell'estate 2015 e nella stagione televisiva 2016/2017. Il 1º luglio 2015, in seconda serata su Rai 2, conduce la diciassettesima edizione del Premio internazionale del vino, evento realizzato con il patrocinio della "Fondazione italiana sommelier". Nella stagione televisiva 2015-2016 conduce su Rai 3 con Enrico Varriale l'ultima edizione dello storico programma calcistico Il processo del lunedì, e su Rai 2 il programma di Marco Giusti Troppo giusti, entrambi in seconda serata. Dal 6 luglio 2015 conduce, inizialmente con Francesco Taddeucci e Saverio Raimondo, e in seguito con Claudio De Tommasi e Gianfranco Monti il programma I Sociopatici su Rai Radio 2. Il 27 novembre 2015 è tra i giurati della commissione musicale di Sanremo Giovani 2015.

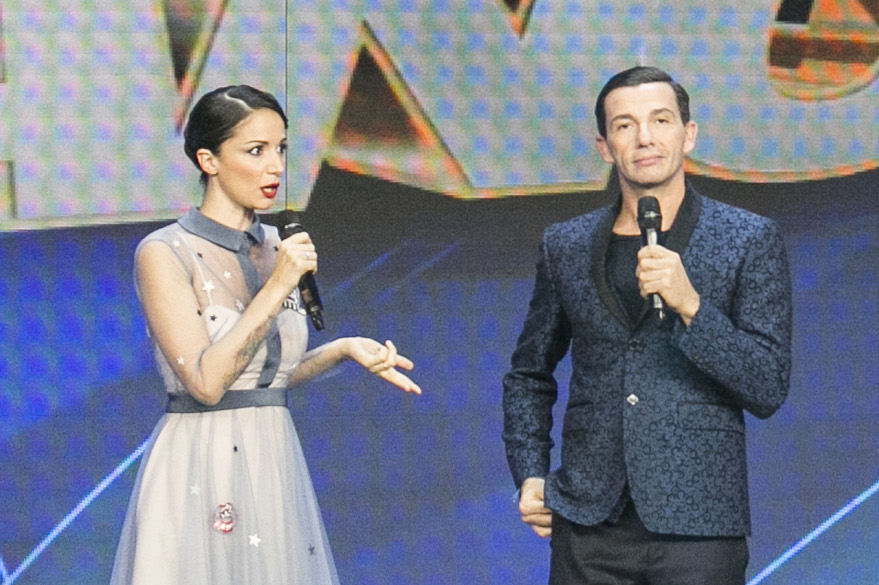
Andrea Delogu e Diego Passoni a Dance Dance Dance nel 2017.

Nel 2016 è tra i conduttori radiofonici della diretta del Festival di Sanremo 2016 su Rai Radio 2. A marzo 2016 ha raccontato la sua esperienza con dislessia ome sia riuscita a superarla grazie alla tecnologia in una conferenza al TEDx di Caserta. Nell'Estate dello stesso anno conduce il dating show Parla con lei, in onda su Fox Life. Il 12 dicembre 2016 è per la seconda volta tra i giurati delle selezioni di Sanremo Giovani nella serata finale del concorso intitolata Sarà Sanremo. Dal 26 dicembre 2016 all'8 marzo 2017 conduce su Fox Life assieme a Diego Passoni il talent show Dance Dance Dance. Nel maggio 2017 commenta le semifinali dell'Eurovision Song Contest trasmesse su Rai 4, nuovamente insieme a Diego Passoni, e la finale su Radio 2 all'interno di Sociopatici. Il 4 giugno commenta in diretta assieme a Franco Di Mare il concerto evento One Love Manchester, trasmesso da Rai 1, Rai 4 e Radio 2. Il 1º luglio presenta invece la settantaduesima edizione dei Nastri d'argento, trasmessa da Rai 1 il 14 luglio in seconda serata. Nel dicembre 2017 conduce in prima serata su Rai 2 due speciali per i 30 anni di Indietro tutta! dal titolo Indietro tutta 30 e l'ode.
Dal 17 gennaio 2018 conduce la seconda edizione di Dance Dance Dance con Nicolò De Devitiis. Nel febbraio 2018 conduce la diretta radiofonica del Festival di Sanremo 2018 insieme a Ema Stokholma e Gino Castaldo su Rai Radio 2. È stata chiamata da Renzo Arbore a presentare nel 2018 Guarda... Stupisci, in prima serata su Rai 2. Sempre nel 2018 è stata insignita del premio Fabrizio Frizzi appena istituito. e dal 15 settembre al 30 dicembre dello stesso anno ha condotto B come Sabato insieme a Gabriele Corsi sempre su Rai 2. Nel 2019 ha condotto un evento al Senato nell'ambito del programma Senato & Cultura, al termine del quale ha ricevuto simbolicamente anche la campanella dal Presidente Elisabetta Casellati. Dal 29 giugno 2020 ha condotto La vita in diretta Estate in coppia con Marcello Masi.
 Dal 10 settembre 2018 al 28 giugno 2024 conduce su Radio2 La versione delle due, dal lunedi al venerdi dalle 14 alle 16 con Silvia Boschero. Il programma ha vinto il Diversity Award 2021. Dal 21 settembre 2024 conduce La versione di Andrea dalle 17 alle 18 dei week end di Radio2.

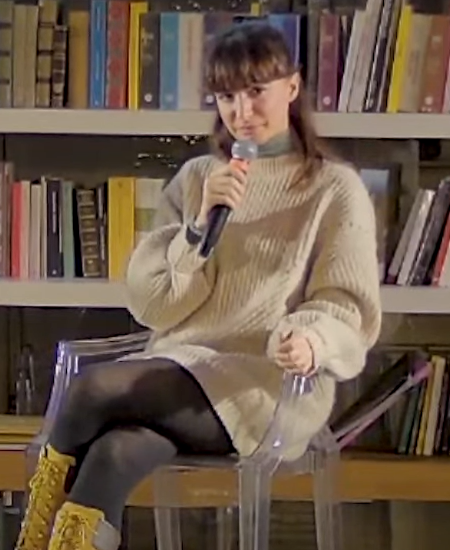
Andrea Delogu nel 2024

Nel 2020 è stata una delle host del DC Fandome, una fiera virtuale legata ai personaggi DC Comics. Dal 19 dicembre 2020 al 3 gennaio 2021 presenta su Rai 3 assieme a Stefano Massini il programma dedicato al teatro Ricomincio da Raitre.
La seconda stagione del programma è partita sabato 11 settembre 2021. Dall'estate 2022 ha condotto in prima serata il TIM Summer Hits. Dal 4 all'11 febbraio 2023, assieme a Gli Autogol e a Jody Cecchetto, ha condotto Primafestival, una sorta di TG nel quale vengono annunciate tutte le news e le anticipazioni sulla kermesse Sanremese. Il 23 giugno dello stesso anno conduce il dietro le quinte del concerto benefico Italia Loves Romagna. 

## Vita privata
Nel 2016 si è sposata con l'attore Francesco Montanari. La coppia si è separata nel gennaio 2021. In precedenza è stata legata per tre anni ad Andrea Mariano, tastierista dei Negramaro.
Da luglio 2021 è legata sentimentalmente al modello Luigi Bruno.
È cintura nera 2º Dan di karate.

## Televisione
- Veline (Canale 5, 2002) Concorrente
- Mai dire domenica (Italia 1, 2002-2003) Ballerina
- Vetrina (Sky, 2004-2005)
- Top of VJ (VJ Tv, 2004)
- A casa di Andrea (Match Music, 2004-2007)
- Campioni, il sogno (Italia 1, 2004)
- La notte del poker (Sky Sport, 2007)
- Saturday Night Live from Milano (Italia 1, 2008-2009)
- Aggratis! (Rai 2, 2013) Deejay
- Jump! Stasera mi tuffo (Canale 5, 2013) Deejay
- Stracult Live Show (Rai 2, 2014-2020)
- Premio internazionale del vino (Rai 2, 2015)
- Il processo del lunedì (Rai 3, 2015-2016)
- Troppo Giusti (Rai 2, 2015-2016)
- Sanremo Giovani (Rai 1, 2015) Giurata
- Parla con lei (Fox Life, 2016-2017)
- Sarà Sanremo (Rai 1, 2016) Giurata
- Dance Dance Dance (Fox Life, 2016-2018)
- Eurovision Song Contest (Rai 4, 2017) Commentatrice
- One Love Manchester (Rai 1, Rai 4, 2017)
- Nastri d'argento (Rai 1, 2017)
- Indietro tutta! 30 e l'ode (Rai 2, 2017)
- Vado al massimo (TV2000, 2018)
- B come Sabato (Rai 2, 2018)
- Guarda... Stupisci (Rai 2, 2018)
- Telethon (Rai 1, Rai 2, 2018, 2024)
- Senato & Cultura (Rai 5, 2019; Rai 3, 2020)
- Festival di Castrocaro (Rai 2, 2019) Giurata
- Premio Campiello (Rai 5, 2019, 2021)
- Bangla - Diario di un film (Rai 2, 2019)
- La vita in diretta Estate (Rai 1, 2020)
- Tutti a scuola (Rai 1, 2020-2021)
- Ricomincio da Raitre (Rai 3, 2020-2021)
- Tonica (Rai 2,  2022)
- Tocca a noi - Musica per la pace (Rai 3, 2022)
- TIM Summer Hits (Rai 2, 2022-2023; Rai 1, dal 2024)
- PrimaFestival (Rai 1, 2023)
- Italia Loves Romagna - Backstage Live (Rai Play, 2023)
- La notte dei serpenti (Rai 2, 2024)
- La porta magica (Rai 2, dal 2024)
- TikTok Awards (Sky TG24, 2024)
- Ballando con le stelle (Rai 1, 2025) - concorrente

## Radio
- I sociopatici (Rai Radio 2, 2015-2018)
- Festival di Sanremo (Rai Radio 2, 2016, 2018, 2020-2021)
- La versione delle due (Rai Radio 2, 2018-2024)
- The Voice of Radio 2 (Rai Radio 2, 2019)
- Alza la radio, (Rai Radio2, 2019)
- Alza la Radio, Io tra di voi (Rai Radio2, 2021)
- Una. Nessuna. Centomila in Arena - Il Backstage (Rai Radio 2, 2024)
- La versione di Andrea (Rai Radio 2, dal 2024)

## Podcast
- Nodi (2021)
- Ed è solo l'inizio - Un anno di novità su Sky (2022)
- Niente di serio (2023-in corso)

## Filmografia

### Cinema
- I.T.A.L.Y. (I Trust and Love You), regia di Mark A. Reyes (2008)
- Ti stimo fratello, regia di Giovanni Vernia e Paolo Uzzi (2012)
- La settima onda, regia di Massimo Bonetti (2018)
- Appena un minuto, regia di Francesco Mandelli (2019)
- Divorzio a Las Vegas, regia di Umberto Carteni (2020)
- Nel bagno delle donne, regia di Marco Castaldi (2020)
- A voce nuda, regia di Mattia Lobosco – cortometraggio (2023)
- I soliti idioti 3 - Il ritorno, regia di Francesco Mandelli, Fabrizio Biggio e Martino Ferro (2024)

### Televisione
- Pipì Room, regia di Jerry Calà – film TV (2011)
- SanPa - Luci e tenebre di San Patrignano, regia di Cosima Spender – docuserie (2020)
- Sei nell'anima, regia di Cinzia TH Torrini – film TV (2024)
- Sconfort Zone – miniserie TV (2025)

### Video musicali
- Zero in condotta dei Frontiera, regia di Gaetano Morbioli (2004)
- Ricordami di Tommaso Paradiso, regia degli YouNuts! (2020)
- Ménage a trois di Ema Stokholma, regia di Thomas T. Fasciana (2021)

## Pubblicità
- Fairy (dal 2021)
- Somatoline Cosmetics (dal 2021)

## Teatro
- Il giocattolaio, regia di Enrico Zaccheo (2020)
- 40 e sto, regia di Enrico Zaccheo (2022)

## Opere
- La collina, 2014, Fandango, con Andrea Cedrola, ISBN 978-88-6044-399-1.
- Dove finiscono le parole. Storia semiseria di una dislessica, 2019, RaiLibri, ISBN 978-88-3971-766-5.
- Contrappasso, HarperCollins Italia, 2022, ISBN 978-88-6905-983-4.

## Discografia

### Album
- 2008 - Chicas de contrabando, Cinema2, Viva Records[6]

### Singoli
- 2005 - Niente sesso/Balla con me
- 2007 - Suave
- 2008 - Estupido
- 2008 - Ah! Ah! Ah!
- 2008 - Grita